# Hanušovický tunel
Hanušovický tunel je železniční tunel na katastrálním území Vlaské obce Malá Morava na úseku dráhy 025 Dolní Lipka – Hanušovice mezi bývalou odbočkou Morava a zastávkou Vlaské v km 73,238–73,330.

## Historie
Železniční trať vlastnila v letech 1873–1895 společnost Moravská pohraniční dráha. Povolení k výstavbě bylo  vydáno 11. září 1871 (hlavní koncesionáři bratří Kleinové a firma Eduarda a Karla Oberleithnera). Stavební práce byly zahájeny 31. července 1872 Vídeňskou železniční stavební společností (Wiener Eisenbahnen Baugesellschaft). Po jejím úpadku převzala stavbu 27. března 1873 firma bratří Kleinů a do září 1873 byla trať postavena. Provoz byl zahájen 15. října 1873. Na trati byly postaveny dva tunely, čtyři mosty a zářezy mezi Dolní Hradečnou a Libinou.

## Popis
Jednokolejný tunel, který se nachází na trati Dolní Lipka – Hanušovice, byl stavěn tak, aby v něm mohly být položeny dvě koleje. Trať je vedena údolím řeky Moravy. Podél kolejí se tyčí skalní stěna (výška max. 10 m, délka 250 m) tvořena granodioritem a perlovou až migmatickou rulou. V blízkosti tunelu je tektonický smyk s podložními rulami. Tunel byl postaven v úseku mezi stanicí Hanušovice a zastávkou Vlaské ve výběžku bezejmenného vrchu (657 m n. m.), který obtéká řeka Morava, je v nadmořské výšce 440 m a měří 92,20 m. Tunel a portály mají kamennou obezdívku.